# Mary Steenburgen
Mary Nell Steenburgen (født 8. februar 1953) er en amerikansk skuespiller kendt bl.a. for sin rolle i filmen Melin and Howard, for hvilken hun vandt en Oscar for bedste kvindelige birolle, og for sin rolle i Tilbage til fremtiden III. Hun har desuden medvirket i komedieserien Curb Your Enthusiasm sammen med sin mand Ted Danson.

## Filmografi i udvalg
- Goin' South (1978)
- Melvin and Howard (1980)
- Ragtime (1981)
- Ten`er Is the Night (1985)
- The Attic: The Hiding of Anne Frank (1988)
- Tilbage til fremtiden III (1990)
- Philadelphia (1993)
- Hvad så, Gilbert Grape? (1993)
- Nixon (1995)
- The Grass Harp (1995)
- Elf (2003)
- The Brave One (2007)
- Step Brothers (2008)